# Port lotniczy Chingola
Port lotniczy Chingola (IATA: CGJ) – krajowy port lotniczy położony w Chingoli, w Zambii.